# Церква Святих Верховних Апостолів Петра і Павла (Кам'янка)
Церква Святих Верховних Апостолів Петра і Павла в Кам'янках — парафія і храм греко-католицької громади Зарваницького деканату Тернопільсько-Зборівської архієпархії Української греко-католицької церкви в селі Кам'янка Тернопільського району Тернопільської области.

## Історія церкви
Греко-католицьку парафію заснували у 1932 році, і того ж року розпочалося будівництво храму. Однак через брак коштів роботи були зупинені та відновлені лише у 1997 році. Архітектором був Богдан Чайківський, а жертводавцями — місцеві жителі та підприємці. Автором іконостасу став Михайло Бойчук.
Парафія відновила свою діяльність у 1991 році. Храм освятив владика Михаїл Сабрига у 1997 році, і з того часу він використовується громадою УГКЦ. У 2012 році парафію з візитацією відвідав архиєпископ Василій Семенюк. При парафії діє Вівтарне братство. На її території немає хрестів чи фігур парафіяльного значення.

## Парохи
- о. Йосиф Побережний (до 1946),
- о. Іван Сивак (1991—1993),
- о. Мелодій Бучинський (1993—1997),
- о. Степан Галай (1997—2009),
- о. Віталій Бухта (з 2009).